# Georges Paillard
Georges Auguste Joseph Paillard (12 de fevereiro de 194 — 22 de abril de 1998) foi um ciclista francês. Antes de se tornar profissional em 1923, Before competiu na corrida de velocidade nos Jogos Olímpicos de Verão de 1920, mas não conseguiu chegar às finais. Competindo no ciclismo de estrada, venceu as corridas de Rouen-Le Havre em 1923 e Critérium des As em 1937.
No dia 29 de março de 1937, Paillard estabeleceu um novo recorde mundial no sprint em 137,404 km/h no Autodrome de Linas-Montlhéry. Em 1949, estabeleceu o recorde da hora com 96,48 km.